# Taras Voznjak
Taras Voznjak, ukrajinsky Тарас Степанович Возняк, polsky Taras Stepanowycz Wozniak (*11. května 1957 Svaryčiv, Ivanofrankivská oblast, Ukrajina) je ukrajinský kulturní činitel, překladatel, spisovatel, šéfredaktor a zakladatel nezávislého kulturního časopisu „Ji“, generální ředitel Lvovské národní umělecké galerie, laureát ceny Vasyla Stuse.

## Život a dílo
Taras Voznjak se narodil poté, co se jeho otec vrátil z exilu v Magadanu, kde pobýval v letech 1945 až 1956. Rodina se usadila ve městě Brošniv-Osada (ukrajinsky Брошнів-Осадa).
V letech 1974 až 1979 Taras Voznjak studoval na Lvovském polytechnickém institutu (nyní Lvovská polytechnická národní univerzita), a to na Strojní a technologické fakultě
V letech 1980 až 1984 sloužil jako důstojník v armádě v Izjaslavi. Během své služby se věnoval aktivní překladatelské činnosti — překládal filozofická díla Edmunda Husserla, Romana Ingardena, Gabriela Marcela, Martina Heideggera, Hanse-Georga Gadamera a Maxe Schelera.
Od roku 1984 (po demobilizaci) pracoval jako programátor ve Lvovském závodě frézovacích strojů. Po gorbačovovském tání se stal aktivistou demokratického hnutí a spoluorganizátorem první stávky na Ukrajině ve Lvovském mlýnském závodě.
V 80. letech 20. století organizoval vydávání samizdatů, zejména knihy Bruna Schulze.
V roce 1987 zahájil spolu s Mikołajem Jakowinou přípravy na vydávání nezávislého časopisu. Název „Ji“ navrhl ukrajinský překladatel Grygorij Kočur a lingvista Jurij Ševelov. Prvních pět čísel bylo rozmnoženo ve Vilniusu s podporou Sąjūdisu a teprve v roce 1995 byl časopis legalizován. Časopis „Ji“ vychází v papírové i elektronické verzi. Věnuje se otázkám společnosti, lidských práv, vztahů mezi komunitami, multikulturalismu, evropské integraci, regionalismu, globalizaci, ekumenickému dialogu a současné politice.
Taras Voznjak je spoluzakladatelem Nadace pro polsko-ukrajinskou spolupráci.